# Orszk
Orszk (orosz: Орск, kazah: Жаманқала) város Oroszországban, az Orenburgi területen. A terület második legnagyobb városa. Népessége 239 800 fő (2010), 250 963 fő (2002), 270 711 fő (1989).

## Elhelyezkedése
Orenburgtól 286 km-re délkeletre, a Déli-Urál dél-keleti előhegyeiben, az Or (az Urál mellékfolyója) torkolatánál helyezkedik el. A sztyeppe övben, az orosz–kazah határ közelében, Ázsia és Európa határán található, ezért azt szokták mondani, hogy a két kontinens között fekszik. Fontos vasúti csomópont. A várostól alig néhány kilométerre terül el Novotroick, a nagy kohászati kombinátjáról híres iparváros.

## Történelme
A települést 1735-ben alapították. Az Ivan Kirilov által vezetett expedíció épített erődítményt a Jaik folyónál (az Urál folyó régi neve), mely az orenburgi védvonal része volt. Eredetileg Orenburgnak nevezték, jelentése: 'város az Or folyón'. Neve 1739-ben lett Orszk. 1865-ben kapott város rangot. Az 1870-es évektől erőteljesen növekedni kezdett város. A lakosság szarvasmarha, gabona és más mezőgazdasági termékek előállításával és kereskedelmével, kézműiparral foglalkozott. A kézműipar egyik híres terméke volt az orenburgi pehelykendő. 1913-ra Orszk orosz lakossága meghaladta a 21 000 főt, 1917-re tizenegy templom és minaret volt a településen, tizenhat különböző típusú és szintű oktatási létesítménye működött. 1930-ban érte el a várost a vasút, miután a környéken jelentős vas-, nikkel- és más színesfémérc lelőhelyet tártak fel. 
Az 1930-as éveket az erőltetett iparosítás, nagy iparvállalatok építése jellemezte.

## Gazdasága
Orszk a szovjet korszakban nagy nehézipari központtá vált. Az ipar vezető ágazatai: a fém- és fémfeldolgozó ipar, a gépipar, az élelmiszeripar, a petrolkémia. A legfontosabb vállalatok a Juzsuralnyikel, az Orszknyeftyeorgszintyez (olajfinomítás, vegyipar) és a Juzsuralmaszavod (kohászati és bányászai berendezések gyártása); a városban készültek Orszk márkanevű lakossági hűtőgépek is.
A városnak saját repülőtere van. Vasúti személy- és teherpályaudvara  határátkelőhelyként is funkcionál.